# Henriquezia jenmanii
Henriquezia jenmanii är en måreväxtart som beskrevs av Karl Moritz Schumann. Henriquezia jenmanii ingår i släktet Henriquezia och familjen måreväxter.
Artens utbredningsområde är Guyana. Inga underarter finns listade i Catalogue of Life.